# Ваврук Василь
Василь Ваврук (псевдо: «Ватюга», «Верлан», «Роса», «Стрункий»; 2 січня 1909, с. Себечів, Сокальський район, Львівська область — 19 грудня 1945, с. Купичволя, нині Жовківський район, Львівська область) — майор-політвиховник Української повстанської армії, начальник VI політвиховного відділу Військового штабу Воєнної округи УПА «Буг». Дружина — націоналістка Олена Жарська.
Лицар Золотого Хреста Заслуги УПА (посмертно).

## Життєпис
Народився у селі Себечів (тепер Сокальського району Львівської області). Закінчив учительську семінарію в Сокалі.
Вступив до ОУН, був членом Белзького повітового проводу, а протягом 1933—1934 років повітовий провідник. Протягом липня 1934 — березня 1935 року перебував в концтаборі у Березі Картузькій.
1 жовтня 1937 року засуджений до 6 років ув'язнення Львівським окружним судом. Вийшов на волю у вересні 1939 року.
Навесні 1944 року обіймав посаду начальника VI політвиховного відділу Військового штабу Воєнної округи УПА «Буг», засновує газету «Стрілецькі вісті». Восени 1945 року перебував на посаді референта пропаганди проводу ОУН Львівського краю.
Загинув 19 грудня 1945 року в бою з більшовиками біля села Купичволя Жовківського району Львівської області: 
| Зав'язався бій і Ваврук (псевдо «Ватюга») під прикриттям вибуху гранати вибіг потаємними дверима. Його наздогнала куля за декілька метрів до лісу. Він упав. Поранений сам застрелився.[1] |
Посмертно підвищений до ступеня майора-політвиховника УПА.

## Нагороди
- Згідно з Постановою УГВР від 8.02.1946 р. і Наказом Головного військового штабу УПА ч. 1/46 від 15.02.1946 р. майор УПА Василь Ваврук-«Ватюга» нагороджений Золотим хрестом заслуги УПА.

## Вшанування пам'яті
- 14.10.2017 року від імені Координаційної ради з вшанування пам'яті нагороджених Лицарів ОУН і УПА у м. Сокаль Львівської обл. Золотий хрест заслуги УПА (№ 008) переданий Богданові Вавруку, племіннику Василя Ваврука–«Ватюги».